# Асархадон
Асархадон је био краљ Асирије од 681. п. н. е. до 669. п. н. е. Најмлађи је син Сенахериба и арамејске краљице Закиту, Сенахерибове друге жене. Отац га је одредио за наследника, иако је био најмлађи, па су старија браћа настојала да га дискредитују. Пророчанство је именовало Асархадона као особу, која ће ослободити протеране и поново изградити Вавилон.

## Долазак на власт
Сенахериб је био убијен 681. п. н. е. Асархадон се вратио у Ниниву и победио је своју браћу током грађанског рата, који је трајао шест недеља. Његова браћа су напустила земљу, а њихове следбенике и породице је побио. Исте године почео је са поновном изградњом Вавилона, укључујући Есагилу, која се понекад идентификује као Вавилонска кула. Статуе од вавилонског злата је вратио у град. Да не би изгледао пристрасан у корист Вавилона изградио је асирско светилиште у Ашуру.

## Војни походи
Први војни поход је предузео против номадских племена у јужној Месопотамији, која су нападала сељаке. После тога победио је Кимеријанце, који су раније убили његовога деду Саргона II. Кимеријанци су се појавили у Киликији и Табалу, а Асархадон их је победио 679. п. н. е. близу Хубушне. Кимеријанци су се повуки на запад, где ће касније уз помоћ Скита и Урартуа уништити краљевину Фригију 676. п. н. е..
Сидонски краљ Абди Милкути побунио се против асиријског краља. Асархадон је предузео због тога поход у Феникији 677. п. н. е. Асархадон је победио сидонског краља и одрубио му главу. Уништио је град Сидон, а становништво је депортовао у Асирију. Поново је изградио град под називом Лука Асархадона (Kar-Ashur-aha-iddina). Део опљачканог блага из Сидона је дао лојалном краљу Тира, који је био асиријска марионета. Део сачуваног текста о споразуму са краљем Тира спомиње краљеве Јудеје, Едома, Моаба, Газе, Ашкелона, Екрона, Библоса, Арвада, Самси Муруне, Амона, Ашода, десет краљева са обале мора и десет краљева са средине мора (обично се тако означавао Кипар). Све њих спомиње као асиријске савезнике. Са краљем Тира се договорио да може користити ту луку.
Асархадон је 676. п. н. е. заузео је градове Сису и Кинду на планинама Таурус. Манејанци, Скити и Гути са Загроса су често били спомињани у асиријским пророчанствима, по чему се закључује да су често чинили невоље. Манејанци су били бивши вазали Асирије и живели су око језера Урмије, али раширили су се у подручје где су представљали сметњу трговини Асирије. Осим тога одбијали су да плаћају данак. Након пада Фригије Асархадонова ћерка се удала за скитског принца да би побољшали односе са номадским Скитима. Асархадон је предузео поход и против Међана, али датум није поуздан, иако се сматра да је било око 676. п. н. е. Са бројним тврђавама осигурао је Загрос и потиснуо Међане до граница слане пустиње Асархадон је кренуо у војни поход против Египта 674. п. н. е. Изгледа да није био успешан. У међувремену суочавао се и са ратом у Базу, која је била насупрот данашњем Бахреину, вероватно Катар. Била је то слама пустиња. Против краља Урартуа Русе II је покренуо рат 673. п. н. е..

## Наслеђе
Престолонаследник Сининидинапла је умро 672. п. н. е. Био је најстарији син одређен да наследи трон Асирије. Други син Шамаш Шумукин је требало да постане владар Вавилоније. Због таквог развоја догађаја најмлађи син Асурбанипал је постао престолонаследник. Међутим Асурбанипал није био популаран ни на двору ни међу свештеницима. Асархадон је склопио споразуме са водећим Асирцима, члановима краљевске породице и са страним владарима да буду лојални престолонаследнику.

## Освајање Египта
Кренуо је 671. п. н. е. у рат против египатског фараона Тахарке. Део асиријске војске је морао остати да смири једну побуну у Тиру и можда Аскалону. Асиријска војска је прешла Синај и пустињу и ушла у Египат. Током лета су заузели Мемфис, па је фароан Тахарке побегао у горњи Египат. Асархадон се нативао краљем Мусира, Патроса и Куша, тј сматрао се краљем Египта. Вратио се са богатим опљачканим пленом из делте Нила. Чим је напустио Египат у Египту је избила побуна против Асиријаца.

## Крај
У Ниниви је морао да погуби неколико племића да би смирио дворске завере. Свога генерала Шанабушу је послао да сломи побуну у долини Нила. Сам Асархадон је 669. п. н. е. кренуо да се лично побрине за Египат, али умро је нагло тога лета у Харану. Наследио га је Асурбанипал као краљ Асирије и Шамаш Шумукин као краљ Вавилоније.